# Пан Си Хёк
Пан Си Хёк (кор. 방시혁?, 房時爀?; род. 9 августа 1972, Сеул) — южнокорейский композитор, продюсер и звукорежиссёр, основатель и председатель конгломерата Hybe Corporation. В 2005 году основал лейбл Big Hit Music (ранее Big Hit Entertainment) и развлекательную компанию Hybe Corporation.
По данным Forbes Asia на 2023 год, Пан Си Хёк входит в число 50 богатейших людей Республики Корея и является единственным миллиардером в южнокорейской индустрии развлечений. По состоянию на июль 2021 года его состояние оценивалось в $3,2 миллиарда по данным Bloomberg Billionaires Index.

## Ранняя жизнь и образование
Пан Си Хёк родился в семье Пан Ге Гюна, бывшего президента Корейской корпорации по компенсации и социальному страхованию, и его жены Чхве Мён Джа. У Пана есть младшая сестра.
С детства Пан увлекался музыкой, так как рос в музыкальной семье, но родители не поощряли его музыкальную карьеру. В средней школе он создал группу, писал и исполнял собственные песни. Пан окончил старшую школу для мальчиков Кёнги, а затем получил степень в области эстетики в Сеульском национальном университете.
Его дальний родственник, Пан Джун Хёк, является основателем Netmarble, крупнейшей южнокорейской компании, занимающейся мобильными играми. Его дядя по материнской линии, политик и бывший журналист Чхве Гю Сик, в 2018 году стал послом Республики Корея в Венгрии.

## Карьера
Пан дебютировал как композитор во время учёбы в университете. В 1994 году он выиграл музыкальный конкурс Ю Чжэ Ха и начал серьёзную карьеру, занимаясь написанием и продюсированием песен. В 1997 году он познакомился с Пак Чинёном, и они часто сотрудничали как дуэт авторов песен. Когда Пак основал свою компанию JYP Entertainment, Пан присоединился к нему в качестве композитора, аранжировщика и продюсера. Одним из их ранних успехов была группа первого поколения g.o.d. Некоторые из самых известных песен g.o.d, аранжированных Паном, включают «One Candle» и «Road». Сценический псевдоним Пана, «Хитман», появился в этот период, когда g.o.d пользовались успехом как одна из самых продаваемых и популярных бойз-групп страны начала 2000-х годов, принеся ему и Паку репутацию «создателей хитов». Помимо g.o.d, Пан работал с множеством других артистов, включая ветеранов Им Чхан Джона и Пак Чи Юн, певца и актёра Реина, группы Wonder Girls, 2AM, Teen Top и R&B-исполнительницу Пэк Чи Ён.
В 2005 году Пан покинул JYP и основал свою собственную компанию, Big Hit Entertainment, где продолжил писать, сочинять и продюсировать для своих артистов. Под лейблом Big Hit он подписал контракт с RM в возрасте 15 лет, который впоследствии стал лидером бой-бэнда BTS. Пан является соавтором шести песен для BTS в их альбоме 2016 года Wings. Успех альбома принёс ему награду «Лучший продюсер» на Mnet Asian Music Awards и награду «Автор песен» на Melon Music Awards в том же году. В июне 2018 года он был назван одним из международных музыкальных лидеров по версии Variety благодаря достижениям BTS.
В апреле 2019 года агентство Bloomberg оценивало состояние Пан Си Хёка примерно в $770 миллионов. Первичное публичное размещение акций (IPO) Big Hit Entertainment, которое было подано в октябре 2020 года, стало крупнейшим за три года в Южной Корее и увеличило состояние Пан Си Хёка до $2,8 миллиарда, что сделало его единственным миллиардером в развлекательной индустрии Республики Корея и шестым самым богатым человеком в стране.. Успех IPO, а также коммерческий успех BTS в том же году, шаги Пан Си Хёка в диверсификацию через такие приложения, как Weverse, и приобретения компаний, таких как Source Music и Pledis Entertainment, позволили ему войти в список 500 самых влиятельных бизнес-лидеров в глобальной медиаиндустрии по версии издания Variety за 2020 год.
В июне 2021 года журнал Forbes Asia опубликовал ежегодный список 50 богатейших людей Кореи. Пан, один из двух новичков в рейтинге, занял 16-е место среди самых богатых людей Южной Кореи. 1 июля Hybe Corporation объявила о его отставке с поста генерального директора компании, чтобы он мог сосредоточиться на музыкальном продюсировании. Его место занял Пак Чи Вон, однако Пан сохранил пост председателя совета директоров. По данным индекса миллиардеров Bloomberg, по состоянию на июль 2021 года состояние Пан Си Хёка оценивается в $3,2 миллиарда.
В апреле 2022 года Пан был представлен на обложке журнала Time вместе с BTS в связи с выпуском ежегодного списка 100 самых влиятельных компаний, который был опубликован в марте. В том же месяце он получил почётную докторскую степень в области бизнеса от Сеульского национального университета, став первым представителем индустрии развлечений, удостоенным такой награды. Признание было дано за его «вклад в развитие и инновации национальной культурной и развлекательной индустрии» и за «роль в превращении K-pop в глобальную поп-музыкальную культуру».

## Продюсирование
| Год         | Артист                       | Альбом                                           | Примечания                                                                        |
| ----------- | ---------------------------- | ------------------------------------------------ | --------------------------------------------------------------------------------- |
| 2007        | Wonder Girls                 | The Wonder Years                                 |                                                                                   |
| 2009        | Taegoon                      | 1st Mini Album                                   |                                                                                   |
| 2010        | 2AM                          | Saint o’Clock                                    |                                                                                   |
| 2011        | Ли Хён                       | You Are the Best of My Life                      |                                                                                   |
| 2011        | Homme                        | Homme by Hitman Bang                             |                                                                                   |
| 2011        | Ли Сын Ги                    | Tonight                                          |                                                                                   |
| 2011        | Teen Top                     | Roman                                            | совместно с Пак Чхан Хёном                                                        |
| 2013        | BTS                          | 2 Cool 4 Skool                                   | совместно с Pdogg                                                                 |
| 2013        | BTS                          | O!RUL8,2?                                        | совместно с Pdogg                                                                 |
| 2014        | BTS                          | Skool Luv Affair                                 |                                                                                   |
| 2014        | BTS                          | Skool Luv Affair Special Addition                |                                                                                   |
| 2014        | BTS                          | 1st Japan Single Album: No More Dream            |                                                                                   |
| 2014        | BTS                          | 2nd Japan Single Album: Boy In Luv               |                                                                                   |
| 2014        | BTS                          | Dark & Wild                                      |                                                                                   |
| 2014        | BTS                          | 3rd Japan Single Album: Danger                   |                                                                                   |
| 2014        | BTS                          | 1st Japanese Album: Wake Up                      |                                                                                   |
| 2015        | BTS                          | The Most Beautiful Moment in Life, Part 1        |                                                                                   |
| 2015        | BTS                          | 4th Japan Single Album: For You                  |                                                                                   |
| 2015        | BTS                          | The Most Beautiful Moment in Life, Part 2        |                                                                                   |
| 2015        | BTS                          | 5th Japan Single Album: I NEED U                 |                                                                                   |
| 2015        | BTS                          | 6th Japan Single Album: RUN                      |                                                                                   |
| 2016        | BTS                          | The Most Beautiful Moment in Life: Young Forever |                                                                                   |
| 2016        | BTS                          | 2nd Japanese Album: Youth                        |                                                                                   |
| 2016        | BTS                          | WINGS                                            |                                                                                   |
| 2017        | BTS                          | WINGS: You Never Walk Alone                      |                                                                                   |
| 2017        | BTS                          | Love Yourself 承 Her                             |                                                                                   |
| 2018        | BTS                          | Love Yourself 轉 Tear                            |                                                                                   |
| 2018        | BTS                          | Love Yourself 結 Answer                          |                                                                                   |
| 2018        | IZ                           | Angel                                            | «ANGEL» совместно с Supreme Boi, «Granulate» совместно с Ким До Хуном             |
| 2019        | TXT                          | The Dream Chapter: Star                          |                                                                                   |
| 2019        | BTS                          | MAP OF THE SOUL : PERSONA                        |                                                                                   |
| 2019        | BTS                          | BTS World: Original Soundtrack                   |                                                                                   |
| 2019        | TXT                          | The Dream Chapter: Magic                         |                                                                                   |
| 2020        | GFriend                      | 回:Labyrinth                                     |                                                                                   |
| 2020        | BTS                          | Map of the Soul: 7                               |                                                                                   |
| 2020        | TXT                          | The Dream Chapter: Eternity                      |                                                                                   |
| 2020        | GFriend                      | 回:Song of the Sirens                            |                                                                                   |
| 2020        | BTS                          | Map of the Soul: 7 ~The Journey~                 |                                                                                   |
| 2020        | TXT                          | Minisode1: Blue Hour                             |                                                                                   |
| 2020        | GFriend                      | 回:Walpurgis Night                               |                                                                                   |
| 2020        | Enhypen                      | Border: Day One                                  |                                                                                   |
| 2022        | Enhypen                      |                                                  |                                                                                   |
| Le Sserafim | Fearless                     | Исполнительный продюсер                          |                                                                                   |
| TXT         | minisode 2: Thursday's Child |                                                  |                                                                                   |
| Enhypen     | Manifesto: Day 1             |                                                  |                                                                                   |
| Le Sserafim | Antifragile                  | Исполнительный продюсер                          |                                                                                   |
| 2023        | TXT                          | The Name Chapter: Temptation                     |                                                                                   |
| 2023        | Le Sserafim                  | Unforgiven                                       | Исполнительный продюсер                                                           |
| 2023        | &Team                        | First Howling : WE                               | Создание и лирика в «Firework»                                                    |
| 2024        | Illit                        | Super Real Me                                    | Производственные кредиты на «Magnetic»                                            |
| 2024        | TXT                          | Minisode 3: Tomorrow                             | Производственные кредиты на «- --- -- --- .-. .-. --- .--», «Deja Vu» и «Miracle» |
| 2024        | Le Sserafim                  | Crazy                                            | Производственные кредиты на «Crazy» и «Pierrot»                                   |
| 2024        | Illit                        | I'll Like You                                    | Производственные кредиты на «Tick Tack»                                           |
| 2024        | TXT                          | The Star Chapter: Sanctuary                      | Производственные кредиты на «Over the Moon» и «Resist (Not Gonna Run Away)»       |

## Награды и номинации
| Год  | Премия                        | Категория                                            | Работа | Результат |
| ---- | ----------------------------- | ---------------------------------------------------- | ------ | --------- |
| 2009 | Melon Music Awards            | Лучший автор песен                                   | н/д    | Победа    |
| 2010 | Mnet 20’s Choice Awards       | 20 самых влиятельных звезд                           | н/д    | Победа    |
| 2016 | Asia Artist Awards            | Лучший продюсер                                      | н/д    | Победа    |
| 2016 | Melon Music Awards            | Лучший автор песен                                   | н/д    | Победа    |
| 2016 | Mnet Asian Music Awards       | Специальная награда — Лучший исполнительный продюсер | н/д    | Победа    |
| 2017 | Golden Disc Awards            | Лучший продюсер                                      | н/д    | Победа    |
| 2017 | Gaon Chart Music Awards       | Продюсер года                                        | н/д    | Победа    |
| 2017 | Korea Content Awards          | Президентская благодарность                          | н/д    | Победа    |
| 2018 | Seoul Music Awards            | Лучший продюсер                                      | н/д    | Победа    |
| 2018 | MBC Plus X Genie Music Awards | Лучший пролюсер                                      | н/д    | Победа    |
| 2018 | Mnet Asian Music Awards       | Продюсер года                                        | н/д    | Победа    |
| 2018 | Edaily Culture Awards         | Frontier Award                                       | н/д    | Победа    |
| 2020 | Pony Chung Innovation Awards  | Инноватор                                            | н/д    | Победа    |
| 2020 | Mnet Asian Music Awards       | Лучший исполнительный продюсер года                  | н/д    | Победа    |